# Црква Васкрсења Господњег у Јошеви
Црква Васкрсења Господњег у Јошеви, насељеном месту на територији града Лознице, подигнута је 1998. године. Припада Епархији шабачкој Српске православне цркве.
Црква посвећена Васкрсењу Господњем је подигнута и освештана 19. јула 1998. године, добровољним прилозима мештана Јошеве и Каменице.